# ایوان هاتسکو
ایوان هاتسکو (انگلیسی: Ivan Hetsko؛ زادهٔ ۶ آوریل ۱۹۶۸) بازیکن فوتبال اهل اتحاد جماهیر شوروی سوسیالیستی است.
از باشگاه‌هایی که در آن بازی کرده‌است می‌توان به باشگاه فوتبال کریفباس کریفیی ریه، باشگاه فوتبال لوکوموتیو نیژنی نووگورود، باشگاه فوتبال دنیپرو، باشگاه فوتبال متالیست خارکوف، باشگاه فوتبال چورنومورتس اودسا، باشگاه فوتبال مکابی حیفا، باشگاه فوتبال اسپارتاک ولادی‌قفقاز، باشگاه فوتبال اوورلا اوژهورود، و باشگاه فوتبال کارپاتی لویو اشاره کرد.
وی همچنین در تیم‌های ملی فوتبال شوروی و اوکراین بازی کرده‌است.